# Joey King
Joey Lynn King (* 30. července 1999, Los Angeles, Kalifornie, Spojené státy americké) je americká herečka. První pozornosti se jí dostalo za ztvárnění titulní role v komediálním filmu Ramona (2010) a do povědomí se dostala díky hlavní roli ve filmu Stánek s polibky (2018) a jeho dvou pokračováních. Získala uznání kritiků za ztvárnění Gypsy-Rose Blanchardové v kriminálním seriálu Odhalení (2019), za nějž obdržela nominace na cenu Emmy a Zlatý glóbus.
Objevila se také ve filmech Světová invaze (2011), Bláznivá, zatracená láska (2011), Temný rytíř povstal (2012), V zajetí démonů (2013), Útok na Bílý dům (2013), Den nezávislosti: Nový útok (2016) a Loupež ve velkém stylu (2017) a v seriálu Fargo (2014–2015). Ztvárnila také hlavní role v akčních filmech Bullet Train (2022) a Princezna (2022).

## Životopis
Narodila se v Los Angeles v Kalifornii. Má dvě starší sestry Kelli a Hunter King. Hunter je držitelkou dvou ceny Emmy. Je křesťanka a židovka.

## Kariéra
King se poprvé před kamerou objevila po boku Adama Sandlera ve filmu Volání o pomoc. Svůj hlas propůjčila postavičce Katie v animovaném filmu Horton a malé bobřici ve filmu Doba ledová 3: Úsvit dinosaurů. V roce 2010 si zahrála v seriálech jako Sladký život Zacka a Codyho, Vincentův svět nebo Medium. První hlavní role přišla s filmem Ramona, ve kterém si zahrála se Selenou Gomezovou. V roce 2011 si zahrála ve filmu Bláznivá, zatracená láska a objevila se ve videoklipu Taylor Swift k písničce Mean. Ve filmu Útok na Bílý dům si zahrála s Channingem Tatumem a Jamie Foxxem. S Mackenzie Foy a Verou Farmigou si zahrála v hororovém snímku V zajetí démonů. V roce 2016 byla obsazena do filmu The Possibility of Fireflies. V roce 2017 si zahrála hlavní roli Claire v hororovém snímku Vražedná přání. O rok později se objevila v romantické komedii Stánek s polibky. V roce 2020 měl premiéru druhý díl filmu Stánek s polibky 2 a zároveň bylo oznámeno, že v roce 2021 bude mít premiéru díl třetí.

## Filmografie

### Film
| Rok  | Název                          | Role                                   | Poznámky                 |
| ---- | ------------------------------ | -------------------------------------- | ------------------------ |
| 2007 | Volání o pomoc                 | Gina Fineman                           |                          |
| 2008 | Horton                         | Katie (hlas)                           |                          |
| 2008 | Karanténa                      | Briana                                 |                          |
| 2009 | Doba ledová 3: Úsvit dinosaurů | Bobřice (hlas)                         |                          |
| 2010 | Ramona                         | Ramona Quimby                          |                          |
| 2011 | Světová invaze                 | Kirsten                                |                          |
| 2011 | Bláznivá, zatracená láska      | Molly Weaver                           |                          |
| 2012 | Rodinný víkend                 | Lucinda Smith-Dungy                    |                          |
| 2012 | Temný rytíř povstal            | malá Talia al Ghul                     |                          |
| 2013 | Mocný vládce Oz                | Dívka v kolečkovém křesle/Dívka z Číny |                          |
| 2013 | V zajetí démonů                | Christine Perron                       |                          |
| 2013 | Útok na Bílý dům               | Emily Cale                             |                          |
| 2014 | Wish I Was Here                | Grace Bloom                            |                          |
| 2014 | The Boxcar Children            | Jessie (hlas)                          |                          |
| 2014 | The Sound and the Fury         | Miss Quentin                           |                          |
| 2015 | Stonewall                      | Phoebe Winters                         |                          |
| 2015 | Borealis                       | Aurora                                 |                          |
| 2016 | Den nezávislosti: Nový útok    | Samantha "Sam" Blackwell               |                          |
| 2017 | Loupež ve velkém stylu         | Brooklyn                               |                          |
| 2017 | Vražedná přání                 | Clare Shannon                          |                          |
| 2017 | Smartass                       | Freddie                                |                          |
| 2018 | Slender Man                    | Wren                                   |                          |
| 2018 | The Lie                        | Kayla                                  |                          |
| 2018 | Summer '03                     | Jamie                                  |                          |
| 2018 | Stánek s polibky               | Elle Evans                             |                          |
| 2018 | Radium Girls                   | Bessie Cavallo                         |                          |
| 2019 | Zeroville                      | Zazi                                   |                          |
| 2020 | Stánek s polibky 2             | Elle Evans                             |                          |
| 2021 | Stánek s polibky 3             | Elle Evans                             |                          |
| 2022 | Někde mezi                     | Tessa                                  |                          |
| 2022 | Princezna                      | Princezna                              | také výkonná producentka |
| 2022 | Bullet Train                   | Prince                                 |                          |
| 2023 | Uglies                         | Tally Youngblood                       | také výkonná producentka |

### Televize
| Rok       | Název                           | Role                             | Poznámky                                                    |
| --------- | ------------------------------- | -------------------------------- | ----------------------------------------------------------- |
| 2006      | Sladký život Zacka a Codyho     | Emily Mason                      | díly: „Day Care“, „Books and Birdhouses“                    |
| 2006      | Malcolm in the Middle           | Dívka na párty                   | díl: „Mono“                                                 |
| 2006–2007 | Jericho                         | Sally                            | díly: „Pilot“, „The Day Before“                             |
| 2007      | Backyards & Bullets             | Junie Garrison                   | televizní film                                              |
| 2007      | Vincentův svět                  | Chuckovo Liddelllova dcera       | díl: „Mám tě!“                                              |
| 2007      | Avenging Angel                  | Amelia                           | televizní film                                              |
| 2007–2008 | Kriminálka Las Vegas            | Little Girl / Nora Rowe          | díly: „Panenka jako živá: část 1“, „Kdyby, třeba, možná“    |
| 2008      | Untitled Liz Meriwether Project | Lucy                             | neprodaný televizní pilot                                   |
| 2008      | Medium                          | Kelly Mackenize (8 let)          | díl: „Drowned World“                                        |
| 2009      | Anatomy of Hope                 | Lucy Morgan                      | televizní film                                              |
| 2010      | Láska z výtahu                  | Paige                            | televizní film                                              |
| 2010      | Posel ztracených duší           | Cassidy                          | díly: „Old Sins Cast Long Shadows“, „The Children's Parade“ |
| 2011      | Hodinový manžel                 | Charlie Meyers                   | hlavní role, 6 dílů                                         |
| 2012      | Nová holka                      | Brianna                          | díl: „Surovec“                                              |
| 2013      | Hodina duchů                    | Carla/Missy Jordan               | díly: „Seance“, „Goodwill Toward Men“                       |
| 2014–2015 | Fargo                           | Greta Grimly                     | vedlejší role – 1. řada, host – 2. řada (9 dílů)            |
| 2014      | Griffinovi                      | Různé hlasy                      | díl: „Familyland“                                           |
| 2014      | Outlaw Prophet: Warren Jeffs    | Elissa Wall                      | televizní film                                              |
| 2016      | The Flash                       | Frankie Kane/Magenta             | díl: „Magenta“                                              |
| 2016      | Robot Chicken                   | Polly Pocket / Draculaura (hlas) | díl: „Yogurt in a Bag“                                      |
| 2016      | Tween Fest                      | Maddisyn Crawford                | hlavní role, 8 dílů                                         |
| 2019      | Odhalení                        | Gypsy Blanchard                  | hlavní role, 8 dílů                                         |
| 2019      | Rodinka na kousky               | Morgan                           | vedlejší role, 3 díly                                       |
| 2020      | Simpsonovi                      | Addy (hlas)                      | díl: „Osmiletí hrozní“                                      |
| 2020      | Home Movie: The Princess Bride  | Vnuk                             | díl: „Ultimate Suffering“                                   |
| 2020      | Creepshow                       | Blake (hlas)                     | díl: „A Creepshow Animated Special“                         |
| 2021      | Hovory                          | Skylar (hlas)                    | díl: „Máma“                                                 |

### Videohry
| Rok  | Název                   | Role           |
| ---- | ----------------------- | -------------- |
| 2018 | Madden NFL 19: Longshot | Loretta Cruise |

### Hudební videa
| Rok  | Skladba       | Umělec                           |
| ---- | ------------- | -------------------------------- |
| 2010 | „Ramona Blue“ | Joey King featuring Kelli King   |
| 2011 | „Mean“        | Taylor Swift                     |
| 2018 | „Sue Me“      | Sabrina Carpenter                |
| 2019 | „Tongue Tied“ | Marshmello, Yungblud a Blackbear |